# Satoshi Miyauchi
Satoshi Miyauchi (jap. 宮内 聡, Miyauchi Satoshi; * 26. November 1959 in der Präfektur Tokio) ist ein ehemaliger japanischer Fußballspieler.

## Nationalmannschaft
1984 debütierte Miyauchi für die japanische Fußballnationalmannschaft. Miyauchi bestritt 20 Länderspiele.

## Errungene Titel
- Japan Soccer League: 1985/86

## Persönliche Auszeichnungen
- Japan Soccer League Best Eleven: 1985/86, 1986/87